# Марфовка (Крым)
Ма́рфовка (до 1860 года Дау́т-Эли́; укр. Марфівка, крымскотат. Davut Eli, Давут Эли) — село в Ленинском районе Республики Крым, центр Марфовского сельского поселения (согласно административно-территориальному делению Украины — Марфовского сельского совета Автономной Республики Крым).

## Население
| 2001 | 2014 |
| ---- | ---- |
| 1235 | ↘713 |

Всеукраинская перепись 2001 года показала следующее распределение по носителям языка
| Язык             | Процент |
| ---------------- | ------- |
| русский          | 73.44   |
| крымскотатарский | 16.84   |
| украинский       | 8.26    |
| другие           | 0.73    |

### Динамика численности
| - 1805 год — 152 чел. - 1864 год — 503 чел. - 1889 год — 860 чел. - 1892 год — 883 чел. - 1902 год — 1060 чел. - 1915 год — 1255/375 чел. - 1926 год — 1815 чел. | - 1939 год — 1899 чел. - 1974 год — 1406 чел. - 1989 год — 1444 чел. - 2001 год — 1235 чел. - 2009 год — 1163 чел. - 2014 год — 713 чел. |

## Современное состояние
На 2017 год в Марфовке числится 12 улиц; на 2009 год, по данным сельсовета, село занимало площадь 103,5 гектара на которой, в 456 дворах, проживало более 1163 человека. В селе действуют средняя общеобразовательная школа, детский сад «Колокольчик», сельский Дом культуры, библиотека, отделение Почты России, фельдшерско-акушерский пункт, храм святой Марфы. Марфовка связана автобусным сообщением с Керчью и соседними населёнными пунктами.

## Географическое положение
Марфовка находится в самом центре Керченского полуострова и расположена в глубокой котловине, образованной отрогами Парпачского хребта, горы Утар и Узунларского (он же Аккосов) вала, высота центра села над уровнем моря — 39 м. Лежит примерно в 38 километрах (по шоссе) от районного центра пгт Ленино и около 24 километров от ближайшей железнодорожной станции Пресноводная. Транспортное сообщение осуществляется по региональной автодороге 35Н-324 от шоссе граница с Украиной — Джанкой — Феодосия — Керчь до Пташкино (по украинской классификации — С-0-10833).

### Марфовское озеро
Озеро Марфовское. Расположено в северо-восточном углу юго-западной равнины Керченского полуострова у деревни Марфовка. Площадь около 2,95 км². По его северному и восточным сторонам проходит Парпачский гребень, образуя глинистыми свитами относительно высокие берега. Западный берег низкий и плоский. Питание озера происходит поверхностными и подземными водами, идущими, в основном, из-под Парпачского гребня. Летом уровень воды в озере не превышает 25 −30 см. Бывают случаи, когда озеро почти полностью высыхает и рапа остается только во впадинах. Большая часть остальной площади озера летом покрыта слоем соли. Под слоем воды (рапы) или соли находится толстый слой довольно жидкого чёрного ила.

## История
До середины XIX века здесь было крымскотатарское селение Давут-Эли, которое в последний период Крымского ханства, согласно Камерального Описанию Крыма… 1784 года, входило в Орта Керченский кадылык Кефинского каймаканства. После присоединения Крыма к России (8) 19 апреля 1783 года, (8) 19 февраля 1784 года, именным указом Екатерины II сенату, на территории бывшего Крымского Ханства была образована Таврическая область и деревня была приписана к Левкопольскому, а после ликвидации в 1787 году Левкопольского — к Феодосийскому уезду Таврической области. Перед Русско-турецкой войной 1787—1791 годов производилось выселение крымских татар из прибрежных селений во внутренние районы полуострова, в ходе которого в Даут-Эли было переселено 49 человек. В конце войны, 14 августа 1791 года всем было разрешено вернуться на место прежнего жительства. После Павловских реформ, с 1796 по 1802 год, входила в Акмечетский уезд Новороссийской губернии. По новому административному делению, после создания 8 (20) октября 1802 года Таврической губернии, Дауд-Эли был включён в состав Кадыкелечинской волости Феодосийского уезда.
В 1805 году, по Ведомости о числе селений, названиях оных, в них дворов… состоящих в Феодосийском уезде от 14 октября 1805 года, в деревне проживало 152 человека. На военно-топографической карте генерал-майора Мухина 1817 года деревня обозначена с 35 дворами. После реформы волостного деления 1829 года Даут Эли, согласно «Ведомости о казённых волостях Таврической губернии 1829 года», отнесли к Чалтемирской волости (переименованной из Кадыкелечинской). На карте 1836 года в деревне 30 дворов, как и на карте 1842 года.
В 1860-х годах, после земской реформы Александра II, деревню приписали к Сарайминской волости. Согласно «Памятной книжке Таврической губернии за 1867 год», деревня Даут эли была покинута жителями в 1860—1864 годах, в результате эмиграции крымских татар, особенно массовой после Крымской войны 1853—1856 годов, в Турцию и, как колония Марфовка, заселена болгарами из села Козичино Бургасской области. Согласно «Списку населённых мест Таврической губернии по сведениям 1864 года», составленному по результатам VIII ревизии 1864 года, Даут-Эли, или Марфовка — болгарская колония ведомства попечения иностранным колонистам, с 60 дворами, 503 жителями и православной церковью при колодцах. На трёхверстовой карте Шуберта 1865—1876 года в колонии Марфовка обозначено также 60 дворов.
К этому времени на юго-восточной околице села поселилась фрейлина Её Императорского Величества — Мария Александровна Радзиевская, за свои средства перестроившая старинную мечеть в церковь, освященную 11 июля 1859 года во имя преподобной Марфы. Приход охватывал 40 окрестных деревень в радиусе до 40 км: Марфовка, Марьевка, Аджи-Эли, Карангыт, Кенегез, Кырк-Коят, Кош-Кую, Сарт, Султановка, Такыл, Темиш, Шейх-Асан, Аныш, Аджи-Менде, Атань-Алчань, Баш-Авул, Бештерым, Карангат-Дермень, Карангин, Кары, Кыз-аул, Китай, Коджанки, Конген, Коп-Такыл, Кочеген, Каялы-Сарт, Кояш, Опук, Сарай-Мин, Седжевут, Суин-Эли, Таш-Алчин, Узунлар, Харджи-Бие, Хирин-коджанки, Чабуртма-Сарт, Човак, Чорелек, Джилкыджи-Эли и хутор Пиалы. В 1877 году построена каменная колокольня.
4 июня 1871 года были высочайше утверждены Правила об устройстве поселян-собственников (бывших колонистов)…, согласно которым образовывалась болгарская Кишлавская волость и Марфовку включили в её состав. По «Памятной книге Таврической губернии 1889 года», по результатам Х ревизии 1887 года, в селе числилось 164 двора и 860 жителей.
После земской реформы 1890-х годов Марфовку передали в состав Петровской волости. По «…Памятной книжке Таврической губернии на 1892 год» в Марфовке, составлявшей в Марфовкское сельское общество, числилось 883 жителя в 108 домохозяйствах. Перепись 1897 года зафиксировала в селе 1358 жителей, из которых 1300 православных. По «…Памятной книжке Таврической губернии на 1902 год» в деревне Марфовке, также составлявшей в Марфовкское сельское общество, числилось 1060 жителей в 205 домохозяйствах. По Статистическому справочнику Таврической губернии. Ч.II-я. Статистический очерк, выпуск пятый Феодосийский уезд, 1915 год, в селе Марфовка (Даут-Эли) Петровской волости Феодосийского уезда числилось 252 двора (214 дворов с землёй, 38 — безземельные) с болгарским населением в количестве 1255 человек приписных жителей и 375 «посторонних», из которых 880 мужчин и 850 женщин. Жители владели 4624 десятинами удобной земли. В хозяйствах имелось 800 лошадей, 400 волов, 200 коров и 3450 голов овец, свиней, или коз. На 1917 год в селении действовали больница (врач), почтовое отделение.
После установления в Крыму Советской власти, по постановлению Крымревкома, 25 декабря 1920 года был образован Керченский (степной) уезд, а, постановлением ревкома № 206 «Об изменении административных границ» от 8 января 1921 года была упразднена волостная система и село вошло в состав Петровского района Керченского уезда, а в 1922 году уезды получили название округов. 11 октября 1923 года, согласно постановлению ВЦИК, в административное деление Крымской АССР были внесены изменения, в результате которых округа были отменены, Керченский округ слили с Феодосийским, Петровский район упразднили, влив в Керченский район. Согласно Списку населённых пунктов Крымской АССР по Всесоюзной переписи 17 декабря 1926 года, в селе Марфовка, центре Марфовского сельсовета (в коем статусе село пребывает всю дальнейшую историю) Керченского района, числился 370 дворов, из них 319 крестьянских, население составляло 1978 человек (971 мужчина и 1007 женщин). В национальном отношении учтено 1718 болгар, 181 русский, 43 грека, 11 татар, 20 записаны в графе «прочие» действовала болгарская школа. К 1930 году в селе был организован колхоз имени Калинина с многоотраслевым хозяйством, в Марфовке работала МТС, в которой было 30 автомобилей, 115 тракторов и 40 комбайнов. В селе действовали семилетняя школа, клуб, больница, пекарня и сыродельня. Постановлением ВЦИК «О реорганизации сети районов Крымской АССР» от 30 октября 1930 года (по другим сведениям 15 сентября 1931 года) Керченский район упразднили и село включили в состав Ленинского, а, с образованием в 1935 году Маяк-Салынского района (переименованного 14 декабря 1944 года в Приморский) — в состав нового района. На подробной карте РККА Керченского полуострова 1941 года в Марфовке обозначено 354 двора.

В годы Великой Отечественной войны на фронтах воевали 28 жителей Марфовки, 5 из них погибли, 12 награждены орденами и медалями. В их честь в 1967 году при въезде в село был установлен памятный знак-обелиск. На фронтах Второй мировой войны сражались с врагом 28 жителей села, из них погибло 5 человек, боевыми орденами и медалями награждено 12 человек. В их честь в 1967 году при въезде в село был установлен памятный знак-обелиск. Во время Керченской оборонительной операции, а села располагался советский аэродром, во второй половине дня 9 мая 1942 года захваченный фашистами. Во время оккупации, с весны 1943 года, в Марфовке действовала подпольная организация, руководимая Наголовым Андреем Андреевичем и Касьяновым Александром Николаевичем. Организация состояла преимущественно из болгар, сначала называлась «За Родину», но затем была переименована в «Молодую гвардию». Постановлением Совета министров Республики Крым № 627 от 20 декабря 2016 года оба памятника отнесены к категории объектов культурного наследия России регионального значения.

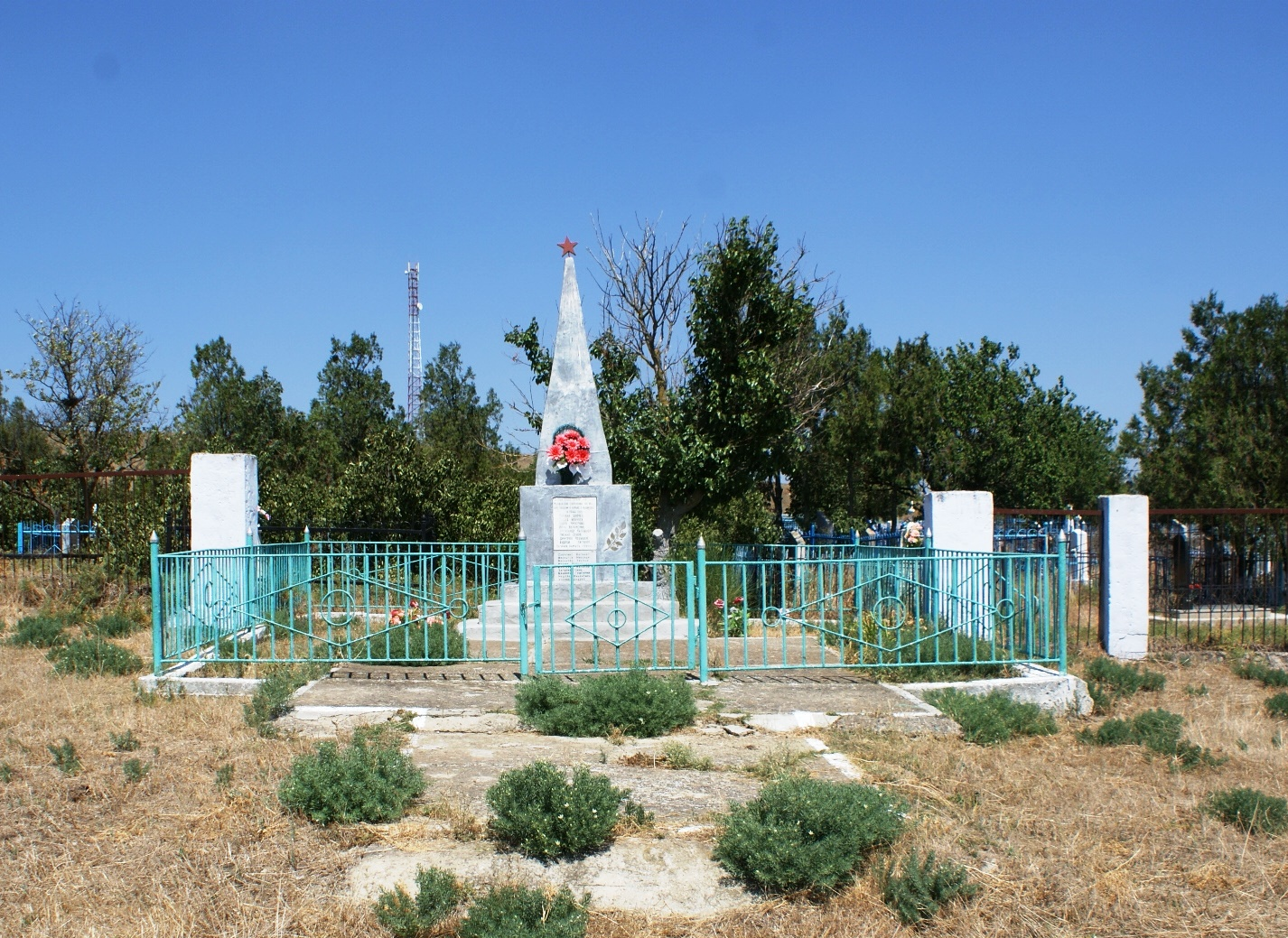
Братская могила подпольщиков.
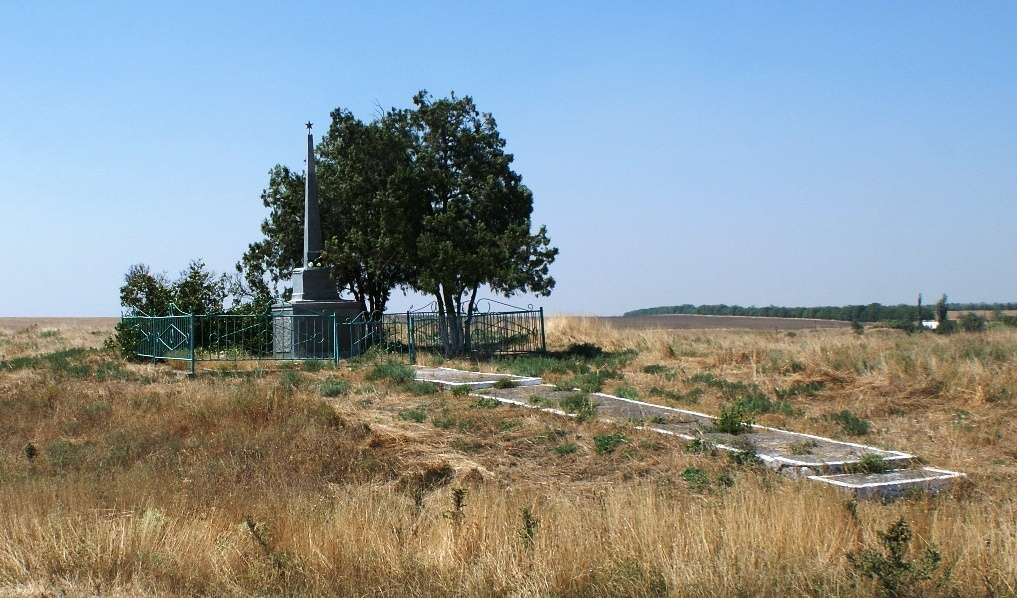
Памятный знак в честь воинов-односельчан

В 1944 году, после освобождения Крыма от фашистов, согласно Постановлению ГКО № ГКО-5984сс, болгары были депортированы. 12 августа 1944 года было принято постановление № ГОКО-6372с «О переселении колхозников в районы Крыма» и в сентябре того же года в район приехали первые переселенцы, 204 семьи, из Тамбовской области, а в начале 1950-х годов последовала вторая волна переселенцев. С 25 июня 1946 года Марфовка в составе Крымской области РСФСР. 26 апреля 1954 года Крымская область была передана из состава РСФСР в состав УССР. С 1954 года местами наиболее массового набора населения стали различные области Украины. Совхоз «Марфовский» имел годовой доход выше миллиона рублей. Процветали животноводство, землепашество, овощеводство, садоводство и виноградарство. В хозяйстве появились механические мастерские, строительный цех, автопарк. Были построены водопроводная сеть и теплоцентраль с двумя котельными, дом культуры, дом быта, новая школа, детский комбинат, летний кинотеатр, современные магазины, спортивный комплекс, больница, амбулатория, музыкальная школа, столовая, общежитие, интернат. Марфовские улицы были заасфальтированы и освещены фонарями. В селе работал филиал Феодосийской чулочной фабрики. Указом Президиума Верховного Совета УССР «Об укрупнении сельских районов Крымской области», от 30 декабря 1962 года Приморский район был упразднён и вновь село присоединили к Ленинскому. С 12 февраля 1991 года село в восстановленной Крымской АССР, 26 февраля 1992 года переименованной в Автономную Республику Крым. С 21 марта 2014 года в составе Крыма аннексирована Россией.

### Живописец Сергей Кушнир
Самым замечательным современником, подарившим Марфовке немало событий, связанных с искусством, можно смело считать авангардного живописца, графика, иконописца и скульптора Сергея Кушнира. В 90-х годах прошлого века Кушнир впервые представил свои работы, в основном, пейзажные, местной публике и снискал славу и поклонников его творчества . В настоящее время местный музей располагает внушительной коллекцией работ художника. Идёт подготовка к созданию персональной художественной галереи, в которой будет представлено более ста разножанровых работ.